# Jaroslav Pánek
Jaroslav Pánek (* 23. ledna 1947 Praha) je český historik, odborník na české a středoevropské dějiny raného novověku.

## Život
Poté, co v letech 1965–1970 absolvoval studium historie, pomocných věd historických a slavistiky na Filozofické fakultě Univerzity Karlovy v Praze, pracoval jako archivář a ředitel v Okresním archivu v Benešově. V roce 1976 nastoupil do Ústavu československých a světových dějin ČSAV (dnes Historický ústav AV ČR), kde působí dodnes. V letech 1998–2005 byl jeho ředitelem a dalších sedm let zastával post místopředsedy Akademie věd.
Od roku 1990 působí také na FF UK a krátce (1995–2000) přednášel i na Filozofické fakultě Masarykovy univerzity v Brně. Habilitoval se v roce 1992 na FF UK v oboru raně novověkých dějin a v roce 1996 byl jmenován profesorem českých a slovenských dějin. V letech 1997–2000 byl prorektorem pro zahraniční styky Univerzity Karlovy. Kromě toho po několik let vedl Sdružení historiků České republiky a Český národní komitét historiků a hostoval na univerzitách v Německu a ve Francii.
Momentálně je vedoucím redaktorem Českého časopisu historického, ředitelem Českého historického ústavu v Římě a členem celé řady tuzemských i zahraničních profesních sdružení, odborných komisí a vědeckých i redakčních rad. Překládá také ze slovinštiny a srbštiny.
Je autorem kontroverzního posudku, v němž odmítá plagiátorství Martina Kováře, bývalého vedoucího Ústavu světových dějin Filozofické fakulty Univerzity Karlovy, jehož práce zabývající se Stuartovci a Walpolovou érou byly etickou komisí FF UK a Univerzity Karlovy v únoru 2019 jednoznačně označeny za plagiát. Pánek tehdy ve svém posudku uvedl, že „důvody pro obžalobu nesdílím a důvody pro ni odmítám, neboť podklady žalobců jsou nesprávné a zčásti přímo lživé“. Více než 60 českých historiků ve společném prohlášení jeho posudek označilo za problematický s tím, že představuje takovou relativizaci hodnotících kritérií etiky vědecké práce, která může mít "pro historickou vědu v našem prostředí devastující účinky". Nestrannost Pánka při zpracování posudku byla navíc zpochybňována, neboť měl k Martinu Kovářovi blízký osobní i pracovní vztah. Po potvrzení Kovářova plagiátorství ze strany etických komisí Pánek rezignoval na své členství ve vědecké radě Filozofické fakulty UK.

## Publikace
- Smolná kniha městečka Divišova z let 1617–1751. Praha : Ústav čs. a světových dějin ČSAV, 1977
- Stavovská opozice a její zápas s Habsburky 1547–1577. K politické krizi feudální třídy v předbělohorském českém státě. Praha : Academia, 1982
- Jan Amos Komenský – Comenius. La voie d’un penseur tchèque vers la réforme universelle d’affaires humaines. Prague : Institut de l’histoire de l’Académie tchécoslovaque des sciences, 1990
- Výprava české šlechty do Itálie v letech 1551–1552. Praha : Ústav československých a světových dějin ČSAV, 1987
- Poslední Rožmberkové. Velmoži české renesance. Praha : Panorama, 1989. 417 s. ISBN 80-7038-006-3
- Scholars of Bohemian, Czech and Czechoslovak history studies. Prague : Institute of History, 2005 (se S. Rakovou a V. Horčákovou)
- Dějiny Českých zemí. Praze : Karolinum, 2008 (s O. Tůmou a kolektivem)
- Petr Vok z Rožmberka. Život renesančního kavalíra. Praha : Vyšehrad, 2010. 320 s. ISBN 978-80-7429-008-4
- Vilém z Rožmberka. Politik smíru. Praha : Brána : Knižní klub, 1998. 315 s. ISBN 80-85946-86-6
- Historici mezi domovem a světem. Studie – články – glosy – rozhovory. = Historians from home and abroad. Studies – articles – commentaries – interviews. Pardubice : Univerzita Pardubice, 2013
- Czechy a Polska. Na progu czasów nowożytnych. Toruň : Adam Marszałek, 2014
- Velmocenské ambice v dějinách. Praha : Učená společnost České republiky, 2015 (s J. Peškem a P. Vorlem)
- Češi a Jihoslované. Kapitoly z dějin vzájemných vztahů. Brno : Tribun EU, 2015
- Historici ve víru raného novověku. Pardubice: Univerzita Pardubice, 2022. 1138 s. ISBN 978-80-7560-366-1.

## Ocenění
- Jubilejní medaile Univerzity Karlovy (1998)
- Zlatá medaile Univerzity Karlovy (2000)
- Blanický rytíř (2007)
- Člen Učené společnosti ČR (2009)[5]
- Pamětní medaile Josefa Hlávky (2009)
- Medaile Přemysla Pittra (2009)
- Pamětní medaile Univerzity Pardubice (2010)
- Zlatá medaile Filozofické fakulty Univerzity Pardubice (2010)
- Medaile Františka Palackého (2014)